# Егштет (Баварска)
Егштет (њем. Eggstätt) општина је у њемачкој савезној држави Баварска. Једно је од 46 општинских средишта округа Розенхајм. Према процјени из 2010. у општини је живјело 2.905 становника. Посједује регионалну шифру (AGS) 9187125.

## Географски и демографски подаци
Егштет се налази у савезној држави Баварска у округу Розенхајм. Општина се налази на надморској висини од 539 метара. Површина општине износи 24,3 km². У самом мјесту је, према процјени из 2010. године, живјело 2.905 становника. Просјечна густина становништва износи 120 становника/km².